# Miribel-Lanchâtre
Miribel-Lanchâtre é uma comuna francesa na região administrativa de Auvérnia-Ródano-Alpes, no departamento de Isère.